# Egon Højland
Egon Alfred Højland (født 27. marts 1916 i København, død 19. februar 1998) var en dansk skiltemalermester og politiker som var medlem af Folketinget for Centrum-Demokraterne fra 1973 til 1975.
Højland blev født i København i 1916 som søn af bryggeriarbejder Jacob Højland. Han havde realeksamen og var udlært som skiltemaler og blev skiltemalermester. Højland var formand for Serigraf- og Skiltemalerlauget 1962-70 og formand for skiltemalerbranchens fagkomité fra 1969. Han var også formand for hegnsynet i Gladsaxe Kommune.
Højland blev i 1973 stillet op til Folketinget for det nydannede parti Centrum-Demokraterne i Rødovrekredsen. Han blev valgt ved folketingsvalget i 1973 i Københavns Amtskreds og var medlem af Folketinget fra 4. december 1973 til 9. januar 1975.
Under besættelsen var Højland medlem af modstandsgruppen Ringen. På befrielsesdagen 5. maj 1945 skød han den islandske forfatter og dramatiker Guðmundur Kamban, da Kamban ikke fulgte med frivilligt da en gruppe modstandsfolk kom til hans hjem i København for at arrestere ham.